# Zoufris Maracas
Pour les articles homonymes, voir Maracas (homonymie).
Zoufris Maracas est un groupe de musique français.

## Histoire
Le groupe est formé par deux amis d'enfance d'origine sètoise, Vincent Sanchez, dit Vin's, et Vincent Allard, dit Micho. Le nom du groupe Zoufris est une référence aux ouvriers algériens venus travailler en France dans les années 1950.
Avant de former un groupe de musique, les deux amis voyagent en Afrique du Nord et montent une association pour le cinéma itinérant. À l'époque, ils reprennent pour s'amuser quelques airs de Brassens et de Brel. Quelques années plus tard, à Paris, Vin's travaille alors pour Greenpeace et recrute des adhérents dans la rue. Micho qui était parti vivre un temps au Mexique l'y rejoint.
C'est en 2007 qu'ils commencent à jouer dans le métro de Paris en duo où ils se font remarquer par Julio Rodrigues, producteur indépendant, qui les présente à François Causse, batteur. En plus de François Causse à la batterie, le groupe s'etoffe avec l'arrivée de Brice Moscardini à la trompette et Michael Demeyere à la guitare manouche. En 2010, La Rue Kétanou les invite à monter sur scène pour la première fois.
Leur premier single Et ta mère sort en 2011, suivi d’un six-titres, puis, en 2012, de leur premier album Prison dorée.
Dans la saison 2012, ils donnent en moyenne environ 10 concerts par mois. Ils sont programmés au Festival en Othe 2012 et sont appelés les chouchous du Lords of Rock du nom d'un webmagazine Suisse. Le single Et ta mère est joué sur les ondes de Radio Nova, Le Mouv' et France Interce qui leur permet de trouver un large public qui les suit sur une tournée de plus de 120 dates en deux ans avec beaucoup de festivals comme Solidays, Le Paléo en Suisse, Fernande à Sète ou le Festival international de la chanson de Granby au Québec.
Ils réalisent également plusieurs clips: Et ta mère, Cocagne, Dis papa, Un gamin et Prison dorée dont plusieurs sont diffusés à la télévision, sur la chaîne française M6 notamment.
Pour achever la tournée de leur premier album, ils remplissent le Cabaret sauvage à Paris en 2013. Ils organisent un autre concert début 2014 intitulé Les Zoufris font la manche au Cabaret sauvage dont la recette collectée au chapeau est reversée à un collectif de sans-papiers.
Leur 2e album Chienne de vie sort en 2015 sur leur Label Chapter Two / Wagram. Ils ont débuté l'écriture de cet album au Mexique, et y distillent leurs multiples influences, notamment africaines, latinos et manouches. Ils ont collaboré sur cet album avec Winston Mc Anuff sur le morceau Nanotechnologie et les Réunionnais Lindigo pour le morceau Pacifique.
Un 3e album, Le live de la jungle sort en 2016. Il regroupe neuf titres live et cinq versions acoustiques.
Le groupe a joué dans les ZAD de Sivens et de Notre-Dame-des-Landes, et cosigne en 2016 un appel des opposants au projet de Notre Dame des Landes.
Le single "pâle estime" est joué en 2025 en référence au génocide de Gaza.

## Membres
- Vincent Sanchez : chant
- Vincent Allard : guitare chant
- François Causse : batterie
- Brice Moscardini : trompette
- Michael Demeyere : guitare manouche
- Petteri Parviainen : basse
- Philippe Odje : guitare électrique
- Edmundo Carneiro : percussions
- Yann Lupu : trombone